# Plagiomimicus
Plagiomimicus é um gênero de traça pertencente à família Arctiidae.